# Cop Killer
Cop Killer è un brano musicale del gruppo statunitense Body Count del 1992 ed incluso nell'omonimo loro album di debutto.
Il testo della canzone, è opera di Ice-T, mentre la parte musicale venne composta da Ernie C.
Composta nel 1990, la traccia venne parzialmente influenzata dal brano Psycho Killer dei Talking Heads.
Il titolo della canzone, che tradotto in italiano significa "ammazza poliziotti", e il testo stesso provocarono enormi reazioni negative e critiche da parte di politici statunitensi dell'epoca, come il Presidente degli Stati Uniti George H. W. Bush, il vicepresidente Dan Quayle, e Tipper Gore, cofondatrice del Parents Music Resource Center. Altri invece difesero la canzone basandosi sul Primo Emendamento della Costituzione statunitense che propugna la libertà di parola.
Ice-T definì Cop Killer una "canzone di protesta".
A seguito delle polemiche, Ice-T ripubblicò l'album escludendo la canzone incriminata dalla scaletta dei brani, che fu invece distribuita come singolo gratuito.
La rivista Rolling Stone la inserì tra le 15 grandi canzoni punk scritte da artisti neri.

## Il brano
Fuck the police, for Darryl Gates

Fuck the police, for Rodney King

Fuck the police, for my dead homies

Fuck the police, for your freedom

Fuck the police, don't be a pussy

Fuck the police, have some muthafuckin' courage

Fuck the police, sing along»
(Cop Killer, Body Count)
Il testo della canzone menziona il nome dell'allora capo della polizia di Los Angeles, Darryl Gates, e Rodney King, un automobilista di colore fatto oggetto di un pestaggio a sangue da parte di agenti di polizia casualmente ripreso da un videoamatore. Poco tempo dopo l'uscita dell'album Body Count, un giudice assolse gli agenti causando lo scoppio dei disordini razziali che sconvolsero Los Angeles nel 1992. Conclusi i disordini, la Dallas Police Association e la Combined Law Enforcement Association of Texas (CLEAT) lanciarono una campagna per la messa al bando dell'album.
In un articolo sul Washington Post, Tipper Gore condannò Ice-T per aver scritto canzoni piene d'odio come Cop Killer, scrivendo che il successo economico del cantante non poteva scusare la brutalità e violenza del suo messaggio. Alcuni critici ipotizzarono come il messaggio che traspariva dalla canzone avrebbe potuto essere fattore scatenante di crimini e violenze. Dennis R. Martin (ex presidente della National Association of Chiefs of Police) dichiarò:
A seguito delle critiche ricevute, Ice-T asserì: «Io canto la canzone in prima persona interpretando la parte di un personaggio stufo della brutalità della polizia. Io non ho mai ucciso nessun poliziotto. Mi sono sentito di farlo in molte occasioni. Ma non l'ho mai fatto. Se credete che io sia un "ammazza poliziotti", allora credete anche che David Bowie sia un astronauta» (in riferimento alla nota canzone di Bowie Space Oddity).
In un editoriale del The Wall Street Journal, in difesa della sua compagnia coinvolta nella controversia sulla canzone, Gerald M. Levin, co-CEO della Time-Warner, scrisse che invece di "trovare il modo per zittire il messaggero", critici ed ascoltatori avrebbero fatto meglio "a prestare attenzione all'angosciata richiesta d'aiuto contenuta nel messaggio stesso".
Nonostante i tentativi di difesa, il vicepresidente Quayle definì "oscena" Cop Killer, e il Presidente Bush diffidò pubblicamente qualsiasi casa discografica a pubblicare un prodotto del genere. Body Count venne rimosso dalla vetrina di un negozio di dischi a Greensboro, Carolina del Nord dopo che la polizia locale disse alla direzione che non avrebbe più risposto a chiamate d'emergenza se avessero continuato a vendere il disco.
Durante un meeting della Time-Warner, l'attore Charlton Heston, azionista di minoranza della compagnia, citò come esempio alcune strofe di Cop Killer e di un'altra canzone contenuta in Body Count, KKK Bitch - che nomina esplicitamente Tipper Gore stessa - nel tentativo di mettere in imbarazzo la dirigenza e far ritirare l'album dai negozi.
A seguito dell'arrivo di minacce di morte a dirigenti della Warner Bros. Records, e della minaccia di fuoriuscita di alcuni azionisti dalla compagnia, il disco venne infine ritirato. Secondo il suo stesso libro del 1994 The Ice Opinion: Who Gives a Fuck?, Ice-T decise di togliere la canzone dall'album di sua stessa volontà. Alla fine, l'album venne ridistribuito senza Cop Killer. Insieme alla ristampa del disco, la Warner Bros. distribuì comunque Cop Killer come singolo gratuito. Ice-T lasciò l'etichetta nel 1993, a seguito di altre polemiche scatenatesi circa il suo album solista Home Invasion.

## Tracce
The Radio EP
1. There Goes the Neighborhood - 4:01
2. Voodoo - 5:01
3. Bowels of the Devil - 3:43
4. Momma's Gotta Die Tonight - 6:11
5. Cop Killer - 3:15

## Cover
- I Soundgarden reinterpretarono Cop Killer dal vivo in alcuni concerti, incluso il Lollapalooza '92 dove la introdussero come una canzone "politicamente scorretta".
- Gli A.N.I.M.A.L. in lingua spagnola sul loro album Poder Latino del 1998.
- Vanna degli Our Lives reinterpretò Cop Killer in un EP con i Kills and Thrills.
- I Bronx Boys in tedesco con un testo modificato.